# Шару (Алије)
Шару (фр. Charroux) насеље је и општина у централној Француској у региону Оверња, у департману Алије која припада префектури Мулен.
По подацима из 2011. године у општини је живело 386 становника, а густина насељености је износила 37,01 становника/km². Општина се простире на површини од 10,43 km². Налази се на средњој надморској висини од 416 метара (максималној 426 m, а минималној 291 m).

## Демографија
| 1962. | 1968. | 1975. | 1982. | 1990. | 1999. | 2011. |
| ----- | ----- | ----- | ----- | ----- | ----- | ----- |
| 427   | 427   | 387   | 352   | 324   | 330   | 386   |

График промене броја становника у току последњих година